# Goujon d'Auvergne
Gobio alverniae
Espèce
Statut de conservation UICN

 LC : Préoccupation mineure
Le Goujon d'Auvergne (Gobio alverniae) est une espèce de poissons d'eau douce actinoptérygiens de la famille des Gobionidae.

## Description
Gobio alverniae peut mesurer jusqu'à 158 mm de longueur totale (et 129,5 mm, queue non comprise). Selon FishBase (3 mai 2024), la longueur standard maximale (sans la queue) peut atteindre 149 mm.

## Répartition
Ce poisson d'eau douce est endémique des bassins de la Loire supérieure, de l'Allier, de la Dordogne, du Lot et du Tarn, des cours d'eau qui s'étendent principalement au niveau du Massif central, dans le Midi de la France,. Il se rencontre dans les eaux à courant modéré ou rapide.

## Taxonomie

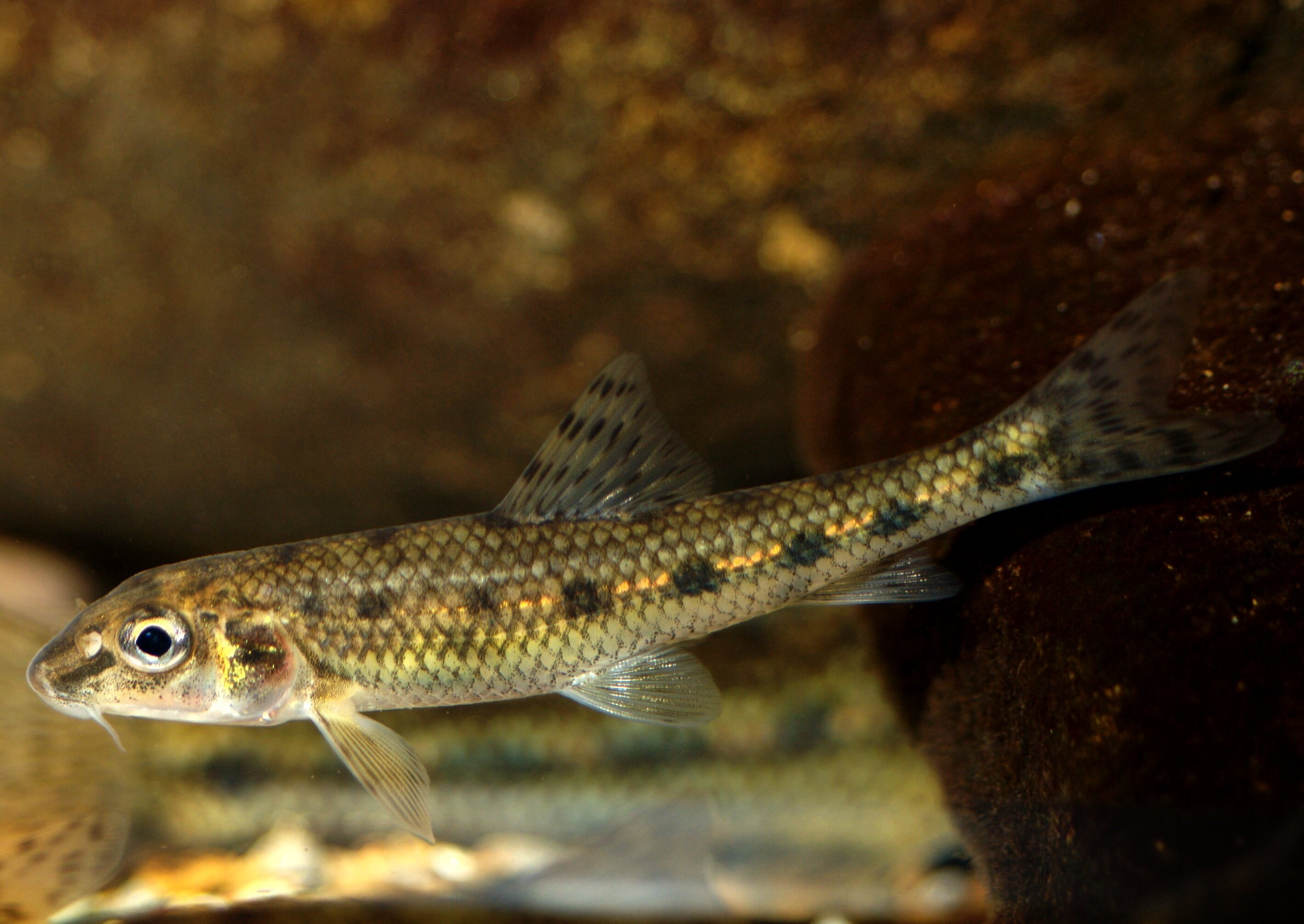
Goujon commun (Gobio gobio), espèce apparentée au Goujon d'Auvergne mais plus commune et à la répartition plus vaste.

L'espèce a été décrite en 2005 par les biologistes Maurice Kottelat et Henri Persat (d), en même temps que le Goujon occitan (Gobio occitaniae).
Il a été distingué du Goujon commun (G. gobio), qui a une aire de répartition bien plus étendue.

### Étymologie et dénomination
L'épithète spécifique alverniae vient d'un des noms latins de l'Auvergne durant l'Antiquité (Alvernia), région française qui constitue la majeure partie de l'aire de répartition de cette espèce,.
Le nom vernaculaire attesté en français est « Goujon d'Auvergne »,.

### Publication originale
- (en + fr) Maurice Kottelat et Henri Persat, « The genus Gobio in France, with redescription of G. gobio and description of two new species (Teleostei: Cyprinidae) », Cybium, Paris, Société française d'ichtyologie, vol. 29, no 3,‎ juin 2005, p. 211-234 (DOI 10.26028/cybium/2005-293-001, lire en ligne [PDF], consulté le 2 mai 2024) (protologue).

## Le Goujon d'Auvergne et l'Homme
Le Goujon d'Auvergne est considéré comme une « espèce de préoccupation mineure » (LC) par la liste rouge de l'UICN.
Il est considéré comme une « espèce à données insuffisantes » (DD) par la liste rouge du Comité français de l'UICN dans sa version de 2009, mais il ne figure plus dans la version de 2019.